# Calendario del Profeta

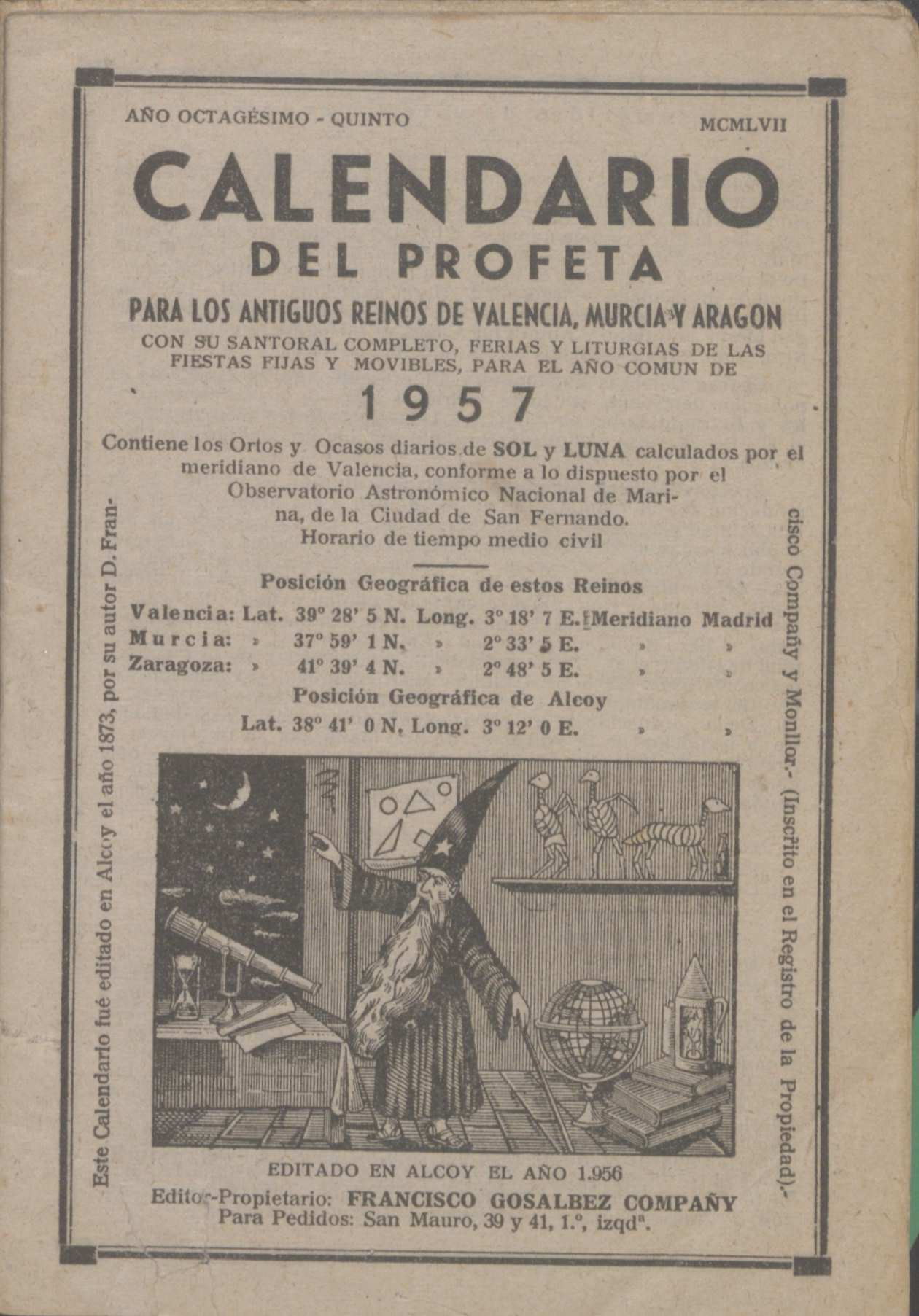
Calendario del Profeta para los antiguos reinos de Valencia, Murcia y Aragón correspondiente al año 1957

El Calendario del profeta es un almanaque que comenzó a editarse en Alcoy en 1873 por Francisco Compañy. Tenía como subtítulo para los antiguos reinos de Valencia, Murcia y Aragón. Contenía un santoral completo, ferias y liturgias de las fiestas fijas y movibles, para el año. A partir de 1997 se edita por Manuel Gosálbez Boti.